# Bennett Lake
Bennett Lake är en sjö i Kanada.   Den ligger på gränsen mellan British Columbia och Yukon, i den västra delen av landet, 4 100 km väster om huvudstaden Ottawa. Bennett Lake ligger 656 meter över havet. Arean är 1,6 kvadratkilometer. Den sträcker sig 1,6 kilometer i nord-sydlig riktning, och 1,6 kilometer i öst-västlig riktning.
Trakten runt Bennett Lake är nära nog obefolkad, med mindre än två invånare per kvadratkilometer.